# Alminhas da Ponte

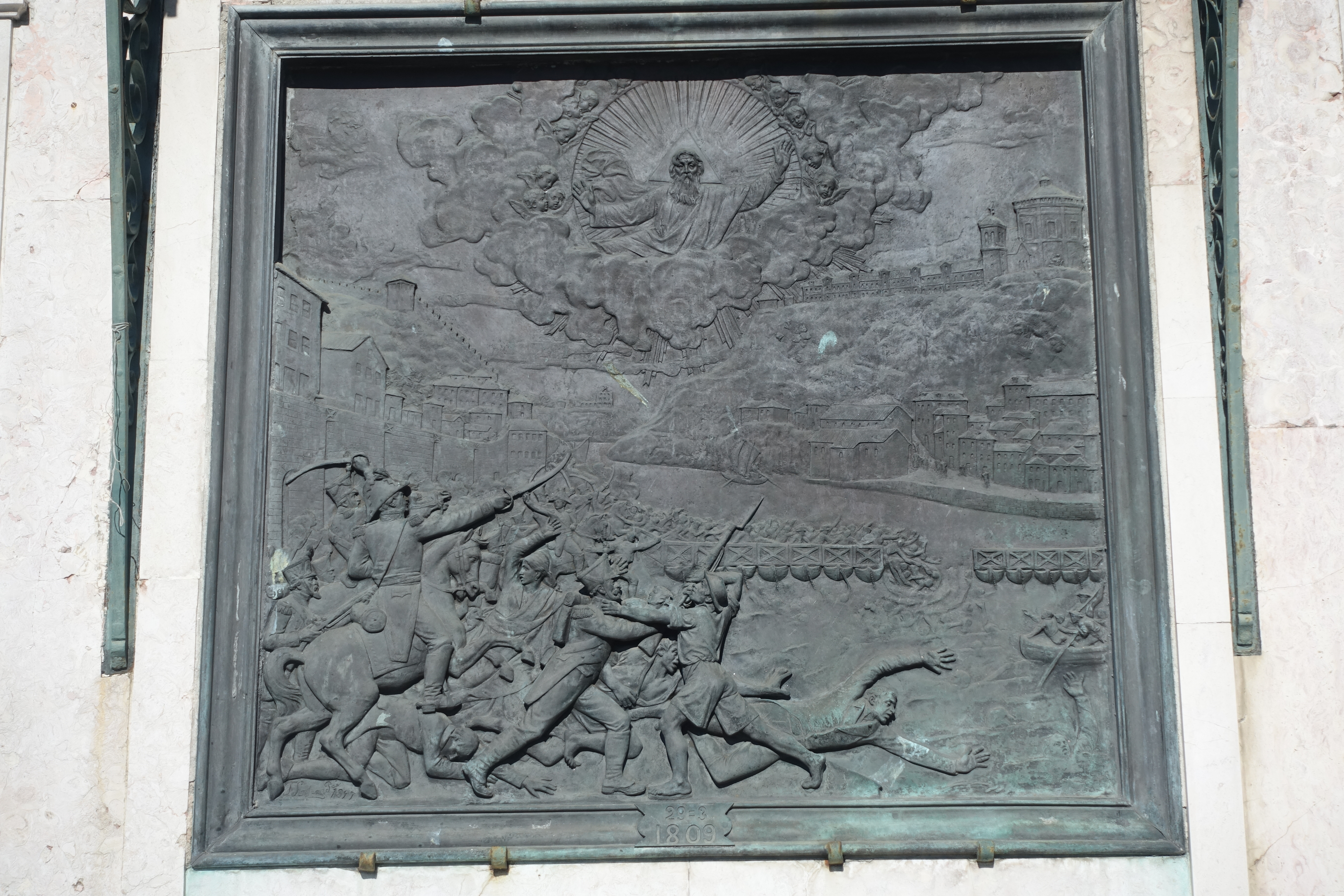
Die Alminhas do Ponte

Die Alminhas da Ponte, zu deutsch wörtlich: Kleine Seelen der Brücke, sind ein Bildstock, der an der Ribeira der portugiesischen Stadt Porto errichtet wurde.
Alminhas sind seit dem 18. Jahrhundert in Portugal übliche Andachtsstätten zur Fürbitte an Christus oder die Heiligen für die Armen Seelen (portugiesisch Alminhas ‚Kleine Seelen‘) im Fegefeuer. Sie können als Bildstock, als Stele, als Schrein oder als kleine Kapelle gestaltet sein.
Der Bildstock Alminhas da Ponte ist ein in die Uferbefestigung eingelassenes Flachrelief, das der Bildhauer José Joaquim Teixeira Lopes 1897 schuf. Die Darstellung erinnert an den 29. März 1809, als beim Einsturz einer Schiffbrücke, der Ponte das Barcas, Tausende von Menschen, die vor den in die Stadt einfallenden Truppen des Marschall Soult flohen, in den Fluten des Douro den Tod fanden.
Heute legen die Bürger der Stadt Blumen und Kerzen an dem Bildstock nieder, um an die Tragödie zu erinnern.